# Washington Boro
Washington Boro est une census-designated place située dans le comté de Lancaster, dans le Commonwealth de Pennsylvanie, aux États-Unis. Sa population, qui s’élevait à 729 habitants lors du recensement de 2010, est estimée à 771 habitants au 1er juillet 2020.